# Isaac Del Toro
Isaac del Toro Romero (Ensenada, Baja California, 27 de noviembre de 2003) es un ciclista mexicano que corre desde 2024 para el equipo UAE Team Emirates XRG de categoría UCI WorldTeam.

## Biografía

### 2023
Durante la temporada 2023 obtuvo sus primeros resultados internacionales con 19 años. En la categoría sub-23 (menores de 23 años) compitió para el club A. R. Monex, equipo de origen mexicano con base en San Marino. Dentro de las clasificación de jóvenes, en junio termina 2.º en la Carrera de la Paz sub-23 y un mes después en 3.º del Tour de Sibiu. También en juilio, quedó 3.º en la general del Giro del Valle de Aosta.
Anunciado como uno de los favoritos para el Tour del Porvenir, el 25 de agosto ganó la sexta etapa en el col de la Loze. Al inicio de la octava y última etapa, ocupaba la segunda posición de la general, a 54 segundos de Matthew Riccitello. Consiguió revertir la carrera para ganar la clasificación general finalizando segundo en la etapa con casi tres minutos de ventaja sobre el maillot amarillo. Se convirtió en el primer mexicano en la historia en ganar la carrera y se convirtió en el primer corredor en ganar todas las clasificaciones, es decir, la clasificación general, la clasificación por puntos, la clasificación de montaña y la de mejor joven.

### 2024
Participa en la People's Choice Classic como preparación a su debut como profesional y consigue finalizar en la tercera posición.
En su segundo día como profesional, inauguró su palmarés en el UCI WorldTour, imponiéndose en la 2.ª etapa del Tour Down Under. Consumó su gran actuación finalizando en el tercer lugar (quedó a solamente 11 segundos del primer sitio) y como ganador en la clasificación de los jóvenes. Participa también en la 18.ª edición de la Strade Bianche 2024 en la que a pesar de mantenerse muy activo en la primera parte de la carrera, no consigue finalizar la prueba.
En febrero participó dentro de la UCI ProSeries 2024 en la Figueira Champions Classic terminando en la posición 37 y días después en la Vuelta al Algarve en la que quedó en lugar 45, teniendo su mejor actuación en la contrarreloj individual de la etapa 4 terminando en el 4.º lugar (a 37 segundos líder belga, Remco Evenepoel).
Logra además finalizar en otros top 10 del UCI WorldTour 2024; en el Tirreno-Adriático finalizando en la 4.ª posición —2.º en la clasificación de los jóvenes— (a 2.20 del líder danés, Jonas Vingegaard) y en la 7.ª posición —2.º en la clasificación de los jóvenes— de la Vuelta al País Vasco; además se quedó a 3 lugares de otro top 10 al finalizar 13.º —6.º en la clasificación de los jóvenes— en la Vuelta a Suiza.
Participa en la 75.ª edición del Gran Premio Miguel Induráin finalizando en la 13.ª posición y terminando como el mejor latinoamericano.
Su primera victoria en una carrera por etapas llegó en abril de 2024 cuando consiguió el triunfo en la Vuelta a Asturias dentro de la UCI Europe Tour, en la que además logró la victoria en la 1.ª etapa y las clasificaciones por puntos y de mejor joven.
También dentro de la UCI Europe Tour 2024 finaliza en la 4.ª posición en el G. P. Kanton Aargau y en la 6.ª posición del Giro de la Romagna.
En su primera competencia en la élite, finalizó en el top 10 en dos etapas, 9.º en la 6.ª y 6.º en la 16.ª y en el lugar 36 de la clasificación general de la Vuelta a España y 6.º en la clasificación de los jóvenes. Fue reconocido como el ciclista más combativo en la 19.ª etapa.
Finalizó en el lugar 12 de la prueba contrarreloj individual, categoría sub-23, en el Campeonato Mundial de Ciclismo en Ruta que se celebra en Zúrich, Suiza, evento que otorga puntos para el ranking internacional. El bajacaliforniano hizo un tiempo de 38:06.53 minutos, en un recorrido de 29.9 kilómetros, la mejor marca para un ciclista mexicano en un evento mundial de esta clasificación tras superar lo conseguido por Ignacio Sarabia en el Campeonato Mundial de Madrid 2005 luego de ubicarse en el sitio 16 con registro de 49:40 minutos. Cuatro días después, realizó la actuación más destacada para un mexicano en un Campeonato Mundial de Ciclismo en Ruta tras finalizar en el sexto lugar de la prueba categoría sub-23, con un registro de tiempo de 03:58:10 horas, en el evento organizado por la Unión Ciclista Internacional (UCI).

### 2025
El 15 de febrero, en su primera carrera del año, finalizó 7.º en la cuadragésimo quinta edición de la Vuelta Ciclista Región de Murcia dentro de la UCI Europe Tour 2025, obteniendo la mejor posición de su equipo.
Dos días después, en la IV Clásica Jaén Paraíso Interior 2025 se adjudicó el 2.º lugar a 31 segundos del ganador Michał Kwiatkowski.
El 1 de marzo, dentro de las UCI ProSeries, participa en la Classic Sud Ardèche terminando en la posición 34 y al día siguiente en La Drôme Classic en la posición 31 en donde trabajó para que su compañero de equipo Juan Ayuso se llevará la victoria.
Tras su gran desempeño en la La Drôme Classic 2025, vuelve a ser convocado para la 19.ª edición de la Strade Bianche. De los 168 ciclistas que iniciaron la carrera, solo 98 la completaron, y el joven mexicano Isaac del Toro, terminó llegando a meta en la posición 33, con una destacada participación ayudando a su compañero de equipo Tadej Pogačar a que consiguiera su 3.ª Strade Bianche. Cabe señalar que el joven prodigio mexicano, no se podía tampoco acabar totalmente sus energías, pues ya estaba confirmado dentro de la convocatoria del UAE, para competir nuevamente en la histórica Tirreno-Adriático en donde finalizó en la 19.ª posición —6.º en la clasificación de los jóvenes— (a 2.33 de su compañero Juan Ayuso).
El 19 de marzo se impone en la 106.ª edición de la Milán-Turín, la clásica de un día más antigua del calendario ciclista con un tiempo de 3:56:49.Del Toro es el ciclista más joven y primer mexicano en ganar esta clásica. Tres días después compite en la Milán-San Remo 2025 donde termina en el Top 15 al finalizar en la posición 13.ª a 43 segundos del ganador, terminando como el mejor latinoamericano y el mejor joven.
En abril vuelve a terminar entre los quince primeros al finalizar en la 15.ª posición —1.º en la clasificación de los jóvenes— de la Vuelta al País Vasco apoyando como gregario a su compañero de equipo, João Almeida para que pudiera llevarse el triunfo.
A principios de mayo el UAE Team Emirates confirmó la presencia del ciclista mexicano en el Giro de Italia, teniendo la posibilidad de participar por primera vez en esta importante carrera y por segunda vez en una gran vuelta.
El 18 de mayo, se convirtió en el primer mexicano en portar la maglia rosa que lo acredita como líder momentáneo en el Giro de Italia tras una exhibición por el clásico sterrato en el que peleó hasta el último momento por la victoria de la 9.ª etapa que le arrebató el belga Wout van Aert en los últimos metros. El 28 de mayo, gana la 17.ª etapa  con lo que mantiene el liderato del Giro por noveno día consecutivo y de paso, convertirse en el ciclista más joven en mantener la maglia rosa por más tiempo.  Además de ganar la etapa 17.ª, terminó 2.º las etapas 7.ª, 9.ª, 11.ª y 19.ª; así como 3.º en la 13.ª. Una actuación colosal de Simon Yates en el ascenso al Colle dell Finestre, le arrebató la maglia rosa en la penúltima etapa del Giro de Italia 2025. Finalmente, el 1 de junio termina como subcampeón del Giro de Italia 2025 y además termina como campeón en la clasificación de los jóvenes, 5° en la clasificación por puntos y 9° en la clasificación de la montaña.
Regresó a la competencia apenas un día después de finalizar el Giro de Italia 2025 y lo hizo quedándose con el primer lugar en el Cycling Stars Criterium.
El director deportivo de UAE Team Emirates, Joxean Fernández Matxin confirmó la presencia del ciclista mexicano en la Vuelta de España que se realizará del 23 de agosto al 14 de septiembre.
El 13 de julio conquistó la Vuelta a Austria tras dominarla a placer: tres victorias (consecutivas) en cinco etapas, acabó líder de la clasificación por puntos y el de mejor joven, con lo cual acaba con tres maillots.
El 21 de julio conquista la Clàssica de les Terres de l'Ebre 2025, aventajando por casi un minuto al resto del pelotón en Tarragona, España.
El 25 de julio subió a su tercer podio del mes tras finalizar segundo en la 102.ª edición de la Prueba Villafranca-Ordiziako Klasika.
El domingo 3 de agosto se consagra como campeón del Circuito de Getxo-Memorial Hermanos Otxoa 2025, una de las clásicas más tradicionales del calendario español.
El 9 de agosto, pese a caída y ponchadura, se convierte en el primer mexicano en ganar la Vuelta a Burgos. Además del Maillot morado de la general también gana el blanco de mejor joven.
El 17 de agosto participa en la Cyclassics Hamburg donde una mala estrategia lo deja lejos del podio.

## Palmarés
2023 (como amateur)
- Tour del Porvenir, más 1 etapa

2024
- 1 etapa del Tour Down Under
- Vuelta a Asturias, más 1 etapa

2025
- Milán-Turín
- 2.º en el Giro de Italia, más 1 etapa y clasificación de los jóvenes
- Vuelta a Austria, más 3 etapas
- Clásica Tierras del Ebro
- Circuito de Guecho
- Vuelta a Burgos

## Resultados

### Grandes Vueltas
| Carrera | Carrera         | 2024 | 2025 |
| ------- | --------------- | ---- | ---- |
|         | Giro de Italia  | ―    | 2.º  |
|         | Tour de Francia | ―    | ―    |
|         | Vuelta a España | 36.º | ―    |

—: no participa

Ab.: abandono

### Vueltas menores
| Carrera | Carrera              | 2024 | 2025 |
| ------- | -------------------- | ---- | ---- |
|         | Tour Down Under      | 3.º  | ―    |
|         | Tirreno-Adriático    | 4.º  | 19.º |
|         | Vuelta al País Vasco | 7.º  | 15.º |
|         | Vuelta a Suiza       | 13.º | ―    |

—: no participa

Ab.: abandono}

### ClásicasyCampeonatos
| Carrera               | Carrera               | 2024 | 2025 |
| --------------------- | --------------------- | ---- | ---- |
| Strade Bianche        | Strade Bianche        | Ab.  | 33.º |
|                       | Milán-San Remo        | 73.º | 13.º |
| Clásica San Sebastián | Clásica San Sebastián | 49.º | 5.º  |

—: no participa

Ab.: abandono

## Equipos
- Monex Pro Cycling Team (2023-2024)[51]
- UAE Team Emirates (2024-)[52]
  - UAE Team Emirates (2024)[53]
  - UAE Team Emirates XRG (2025-)